# Björkgöl (Bondstorps socken, Småland)
Björkgöl är en sjö i Vaggeryds kommun i Småland och ingår i Lagans huvudavrinningsområde. Sjön är 5,8 meter djup, har en yta på 0,007 kvadratkilometer och är belägen 255 meter över havet.